# Parma Corona
Parma Corona est une corona, formation géologique en forme de couronne, située sur la planète Vénus par 44,5° N et 17,5° E. Elle est localisée dans le quadrangle de Bereghinya Planitia. Elle a été nommée en référence à Parma, Komi-Permyakan (Finlandais de l'Oural) personnification du désert, particulièrement au Nord de l'Oural, dans la taïga; mère du premier homme, Pera. 

## Géographie et géologie
Parma Corona couvre une surface circulaire d'environ 110 km de diamètre. 